# Anaïs Bescond
Anaïs Bescond, född 15 maj 1987 i Aunay-sur-Odon, är en fransk skidskytt. Hon är idrottssoldat med korprals grad i den franska armén och tjänstgör som skidskytt på heltid. 
Vid världsmästerskapen i skidskytte 2011 vann Bescond med det franska stafettlaget ett silver. Bedriften upprepade hon med ett nytt stafettlag året därpå, vid världsmästerskapen i skidskytte 2012 i tyska Ruhpolding. Hon vann världscupsprinten i Antholz den 16 januari 2014 .